# ACS Chemical Biology
ACS Chemical Biology (nach ISO 4-Standard in Literaturzitaten mit ACS Chem. Biol. abgekürzt) ist eine monatlich erscheinende Fachzeitschrift, die von der American Chemical Society herausgegeben wird. Die Erstausgabe erschien im Februar 2006. Die Zeitschrift veröffentlicht Artikel zu Forschungsartikeln, die die Schnittstelle zwischen Chemie und Biologie umfassend abdecken.
Aktueller Chefredakteur ist Chuan He von der University of Chicago (Chicago, Vereinigte Staaten).